# Florian Sauer
Florian Sauer (* 15. Februar 1990) ist ein deutscher Grasskiläufer. Er startet für den Skiclub Überwald, wurde 2008 Juniorenweltmeister im Riesenslalom und gewann 2010 den Deutschlandpokal. Im Weltcup fuhr er bisher viermal unter die besten zehn.

## Karriere
Florian Sauer begann im Alter von zehn Jahren mit dem Grasskilauf. Erste nationale Erfolge gelangen ihm in den Rennen des Deutschlandpokals, in der Saison 2006 kam er in der Gesamtwertung erstmals unter die besten fünf. In den Jahren 2008 und 2009 erreichte er jeweils hinter Benjamin Bennett den zweiten Gesamtrang und 2010 gewann er punktegleich mit Bennett die Gesamtwertung des Deutschlandpokals. Beide erzielten in den zehn Rennen jeweils fünf Siege und vier zweite Plätze. Seit 2006 nimmt Sauer an FIS-Rennen teil. Bei seinem ersten Start im Riesenslalom von Altenseelbach am 27. Mai erreichte er auf Anhieb den achten Platz, im Rest der Saison fuhr er jedoch nicht mehr unter die besten zehn. Bei der Juniorenweltmeisterschaft 2006 in Horní Lhota u Ostravy war sein einziges Resultat der 20. Rang im Super-G, den er zeitgleich mit dem Österreicher Jakob Rest belegte.
Seit der Saison 2007 startet Sauer auch im Weltcup. Sein erstes Rennen war der Riesenslalom von Marbachegg am 22. Juli, den er auf Platz 15 beendete. Am nächsten Tag belegte er Rang 18 im Super-G. Ein drittes Mal holte er mit Platz 13 im Slalom von Čenkovice Weltcuppunkte, womit er in der Gesamtwertung auf Rang 33 kam. Bei der Juniorenweltmeisterschaft 2007 in Welschnofen fuhr Sauer zweimal in die Top 10. Im Slalom belegte er den fünften und im Super-G den neunten Platz. Im folgenden Jahr gewann er bei der Junioren-WM 2008 in Rieden die Goldmedaille im Riesenslalom und Bronze im Super-G. Im Slalom fuhr er auf Platz fünf, in der Super-Kombination wurde er jedoch nach einem Torfehler disqualifiziert. In der Weltcupsaison 2008 belegte der Deutsche mit Platz elf im Riesenslalom und Platz 14 im Slalom von Marbachegg punktegleich mit dem Italiener Manuel De Zan den 18. Gesamtrang. Am 4. Juli 2009 fuhr Sauer mit Rang neun im Slalom von Čenkovice erstmals unter die besten zehn in einem Weltcuprennen. Weitere Punkte holte er mit Rang elf im Super-G von Marbachegg und in der Gesamtwertung der Saison 2009 belegte er damit den 19. Platz. Bei der Juniorenweltmeisterschaft 2009 gewann er hinter dem Tschechen Jan Gardavský die Silbermedaille im Super-G. Eine weitere Medaille verpasste er im Slalom nur um drei Hundertstelsekunden. Im Riesenslalom und in der Super-Kombination schied er aus. Einen Monat nach der Junioren-WM nahm Sauer auch an der Weltmeisterschaft 2009 in der Allgemeinen Klasse teil. Dabei erreichte er den neunten Platz im Slalom, in der Super-Kombination wurde er Zwölfter und im Super-G 15.
Zu Beginn der Saison 2010 gelang ihm mit Platz neun im Riesenslalom von Čenkovice sein zweites Top-10-Ergebnis im Weltcup und einen Monat später fuhr im Riesenslalom von Dizin auf Platz sieben. Bei der zeitgleich stattfindenden Juniorenweltmeisterschaft 2010 in Dizin blieb er allerdings im Gegensatz zu den Vorjahren ohne Medaille, wobei ihm bei dem vierten Platz im Slalom lediglich zwei Hundertstelsekunden vom drittplatzierten Lukáš Kolouch trennten. Zudem wurde er Fünfter im Riesenslalom und Neunter im Super-G, in der Super-Kombination aber disqualifiziert. Im Gesamtweltcup 2010 wurde Florian Sauer 17. und war damit wie schon in den beiden Jahren zuvor bester des deutschen Herrenteams. Im vierten Weltcuprennen der Saison 2011, dem Slalom von Předklášteří am 7. August, erzielte Sauer als Vierter sein bisher bestes Weltcupresultat. Im Gesamtweltcup belegte er 2011 den 14. Platz, der ebenfalls sein bisher bestes Resultat ist. Ohne Ergebnis blieb er jedoch bei der Weltmeisterschaft 2011 in Goldingen. Er schied in allen vier Wettbewerben aus, wobei er im Slalom als Vierter nach dem ersten Durchgang noch nahe den Medaillenrängen gelegen hatte. In der Saison 2012 nahm Sauer auf internationaler Ebene nur an den beiden Weltcuprennen in Předklášteří teil, bei denen er jedoch nach zwei Disqualifikationen ohne Ergebnis blieb. Im Deutschlandpokal belegte er 2011 und 2012 den vierten Gesamtrang.

## Erfolge

### Weltmeisterschaften
- Rettenbach 2009: 9. Slalom, 12. Super-Kombination, 15. Super-G

### Juniorenweltmeisterschaften
- Horní Lhota u Ostravy 2006: 20. Super-G
- Welschnofen 2007: 5. Slalom, 9. Super-G
- Rieden 2008: 1. Riesenslalom, 3. Super-G, 5. Slalom
- Horní Lhota u Ostravy 2009: 2. Super-G, 4. Slalom
- Dizin 2010: 4. Slalom, 5. Riesenslalom, 9. Super-G

### Weltcup
- Eine Platzierung unter den besten fünf und weitere drei Platzierungen unter den besten zehn

### Deutschlandpokal
- 2006: 4. Gesamtrang
- 2007: 5. Gesamtrang
- 2008: 2. Gesamtrang
- 2009: 2. Gesamtrang
- 2010: 1. Gesamtrang (punktegleich mit Benjamin Bennett)
- 2011: 4. Gesamtrang
- 2012: 4. Gesamtrang